# Општина Мочу (Клуж)
Мочу (рум. Mociu) општина је у Румунији у округу Клуж.
Oпштина се налази на надморској висини од 348 m.